# Будённовский (Башкортостан)
Будённовский (баш. Будённовский) — деревня в Иглинском районе Башкортостана, входит в состав Балтийского сельсовета.

## Географическое положение
Расстояние до:
- районного центра (Иглино): 17 км,
- центра сельсовета (Балтика): 4 км,
- ближайшей ж/д станции (Иглино): 17 км.

## Население
| 2002 | 2009 | 2010 |
| ---- | ---- | ---- |
| 214  | ↗228 | ↘192 |

### Национальный состав
Согласно переписи 2002 года, преобладающая национальность — белорусы (92 %).